# Jill Vedder
Jill Kristin Vedder (Los Ángeles, California, 11 de noviembre de 1977), conocida como Jill Vedder y Jill McCormick, es una filántropa, activista y ex-modelo estadounidense. Es cofundadora y vicepresidenta de EB Research Partnership, una organización sin fines de lucro dedicada a encontrar una cura para el trastorno genético de la piel Epidermolisis bullosa.

## Biografía
Vedder nació como Jill Kristin McCormick en Los Ángeles, California. Su padre y su madre son Bud y Amy McCormick. Ella tiene tres hermanas. A los 15 años, McCormick se mudó con su familia a Bradenton, Florida. Se graduó de Manatee High School a los 17 años en 1995, e inmediatamente fue aceptada en la división de Miami de Elite Models.
En 1996, fue una de las 15 finalistas en el concurso Elite Model Look of the Year, y se mudó a París para continuar su carrera como modelo. Ella ha aparecido en muchas revistas, tales como Vogue, Elle, Marie Claire, Cosmopolitan y Harper's Bazaar.

## Vida personal
Jill y el cantante de Pearl Jam, Eddie Vedder, comenzaron una relación en 2000. Se comprometió en 2009 y se casó el 18 de septiembre de 2010. La pareja tiene dos hijas, Olivia y Harper. En 2011, McCormick apareció en el video musical del sencillo en solitario de Vedder, "Longing to Belong".
Jill dejó de modelar y se convirtió en activista. Es cofundadora y vicepresidenta de EB Research Partnership, una organización sin fines de lucro dedicada a encontrar una cura para el trastorno genético de la piel Epidermolisis bullosa, y es un embajadora de Global Citizen, una organización comprometida a terminar con la pobreza extrema para el 2030. McCormick también participa activamente de la Vitalogy Foundation, que apoya los esfuerzos de organizaciones sin fines de lucro que realizan un trabajo encomiable en los campos de la salud comunitaria, el medio ambiente, las artes y la educación y el cambio social. Ella también apoya a "Moms Demand Action" en su lucha contra la violencia armada y la National Rifle Association (NRA).
Desde 2012, Jill apoya "Every Mother Counts", una organización sin fines de lucro que trabaja para que el embarazo y el parto sean seguros para todas las madres en los Estados Unidos y en todo el mundo.
En 2013, junto con sus hermanas Denise y Ashley, Jill cofundó "Babes Against Brain Cancer", una organización benéfica que se enfoca en ayudar a las personas con Glioblastoma multiforme.
Durante un concierto de Pearl Jam en Milán el 22 de junio de 2018, McCormick usó una chaqueta que decía: "Yes we all care. Y don't u?" ("Sí, a todos nos importa. ¿Por qué a ti no?"), en respuesta a la primera dama de los Estados Unidos, Melania Trump, quien causó controversia a principios de esa semana, cuando visitó a los niños que habían sido separados de sus padres en la frontera de los Estados Unidos y México con una chaqueta que decía: "I really don’t care. Do u?" ("Realmente no me importa. ¿Y a ti?").